# المتحف الوطني للفنون في أذربيجان
متحف الفن الوطني في أذربيجان (بالأذرية: Azərbaycan Milli İncəsənət Muzeyi) - هو أكبر متحف للفن في دولة أذربيجان حيث يحتفظ بأكثر من 17 ألف لوحة فنية. يقع المتحف حاليا في «المبنيين التاريخيين» الذي أُنشئ في القرن التاسع عشر في قصر ده بون قرب النادي رياضي ماريانسكي. مدير المتحف الحالي هو تشينغيز فرزاليف وهو يشغل هذا المنصب منذ عام 2010. بشكل عام يعمل المتحف يوميا باستثناء الإثنين من الساعة العاشرة صباحا حتى الساعة السادسة مساءا.

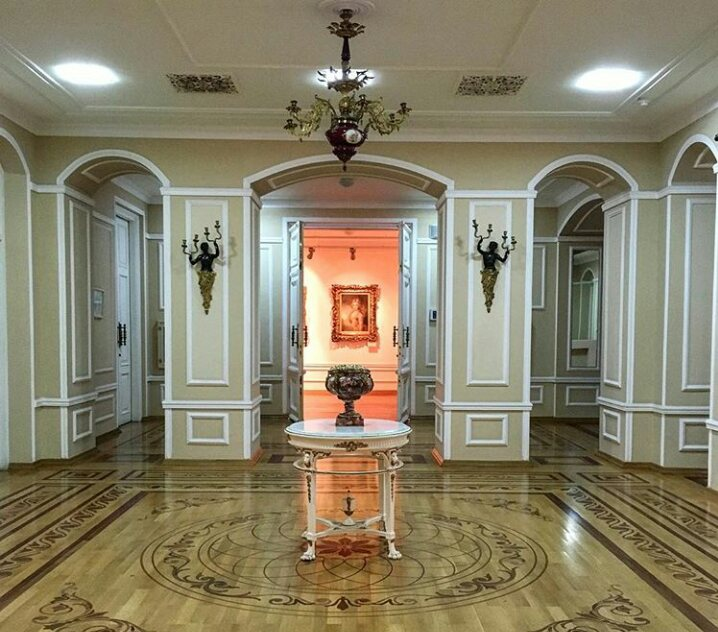
القاعة الداخلية في متحف الفن الوطني في أذربيجان

## التاريخ
في البداية تم إنشاء قسم الفنون الجميلة في داخل متحف تابع للدولة الأذربيجانية وذلك في عام 1920. في عام 1936 تقرر إنشاء متحف منفصل يحمل اسم متحف أذربيجان الحكومي للفنون على أساس القسم السابق. ثم تقرر في وقت لاحق ضم قسم الفنون في قصر الحاج زينالابدين تاجييف إلى مبنى متحف التاريخ الأذربيجاني. تم افتتاح المتحف بشكل رسمي في عام 1937، وبعد ذلك تم توسيعه وإضافة طابق خامس له تحت عنوان قسم الأداب. يعود تاريخ إنشاء المتحف إلى عام 1936 ومنذ عام 1943 وهو يُشتهير باسم مسرح رستم مستفاييف. يحتوي المتحف على مجموعات وعينات فنية قيمة تم الحصول عليها من دول أخرى مثل كندا (دفعة عام 1966) ثم كوبا (دفعة عام 1967)، سوريا (دفعة عام 1968)، فرنسا (دفعة عام 1969)، تشيكوسلوفاكيا (دفعة عام 1970)، الجزائر (دفعة عام 1970) ثم العراق. كما يعرض المتحف لوحات فنية تُغطي فترات مختلفة لتاريخ أذربيجان كما تُغطي أحداث أخرى حصلت في روسيا، أوروبا الغربية والشرق الأوسط القديم. تم افتتاح مبنى جديد داخل المتحف حيث يربط المبنيين الأول والثاني وذلك بمشاركة رئيس جمهورية أذربيجان إلهام علييف وزوجته مهريبان علييفا في 7 يونيو من عام 2013.

## مجموعات المتحف

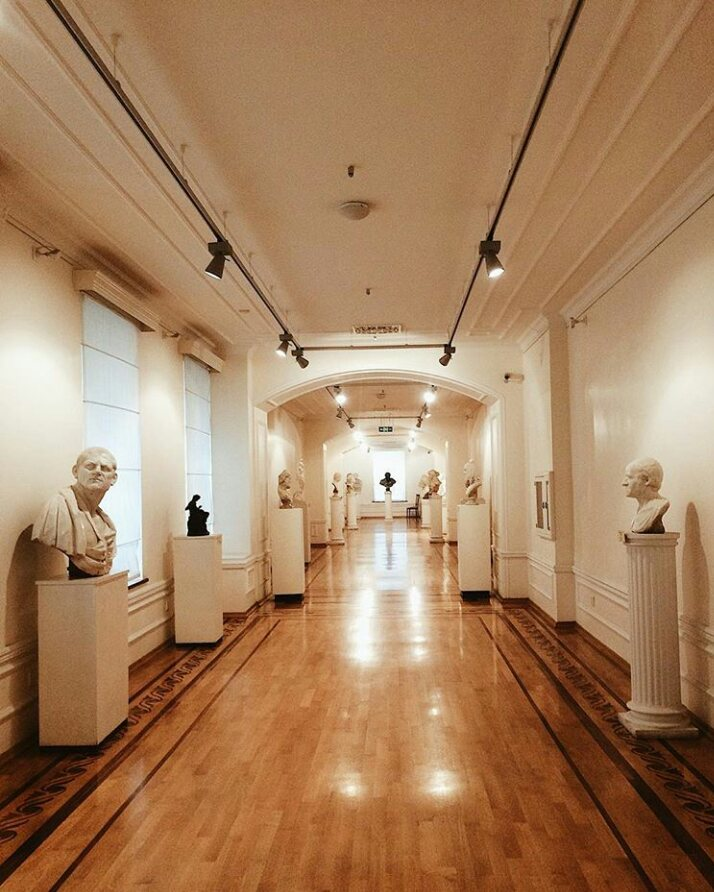
ممر طويل داخل المتحف

يضم المتحف الآن من إحدى أعظم المجموعات الأثرية في العالم حيث تُعبر عن جميع مراحل التاريخ القديم. ويعرض المتحف أكثر من ثلاثة آلاف عمل بشكل دائم حيث يتم تنظيم كل هذه اللوحات في حوالي ستين غرفة.
يحتوي المتحف على 7 غرف في القسم _المبنى_ الأول حيث يختص بللفن الأوروبي، ثم يُخصص 10 غرف فيه للفن الروسي فيما تُخصص باقي الغرف للفن الإيراني، التركي ثم الياباني. أما المبنى الثاني فيحتوي على 8 غرف مكرَّسة لعرض فن القرون الوسطى؛ ثم هناك 30 غرفة أخرى منفصلة عن القسم ومكرَّسة لإبداع الفنانين والنحاتين الأذربيجانيين. وإلى جانب هذه الغرف هناك أقسام أخرى مخصصة لأعمال الفنانين الأذربيجانيين في القرون الماضية وبشكل خاص في القرن الثامن عشر، التاسع عشر ثم العشرين. كما أن هناك قسم آخر يحتوي على أنواع نادرة من السجادات الأذربيجانية والملابس التي تعود لما قبل القرون الوسطى. بشكل عام يحتوي المتحف على على أكثر من 1700 تحفة فنية غاية في الأهمية؛ وبالتالي من الصعب جدا عرض كل تلك المعروضات في نفس الوقت.

## معرض الصور

### اللوحات الأذربيجانية

#### لوحات من القرن التاسع عشر
توجد هذه اللوحات الأذربيجانية في القاعة المخصصة للوحات الأذربيجانية في القرن التاسع عشر. تتضمن المجموعة أعمال بارزة للفنان ميرزا غادم إيريفاني ومير موهسون نافاباب الذي أسس اللوحة الواقعية لأذربيجان، وكذلك أعمال أوستا غانبار غاراباغ التي عاشت في القرن الثامن عشر، وأعمال فنانين أذربيجانيين مجهولين عاشوا في القرن التاسع عشر.

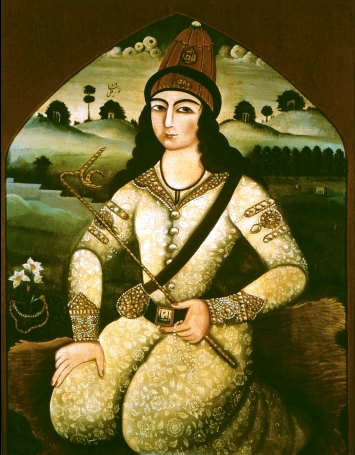
صورة للفنان دارفيش نورالي شاه
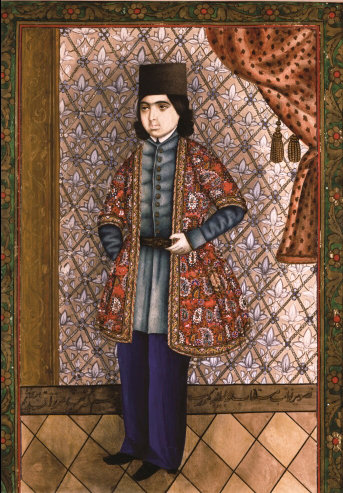
يريفاني - صورة الشاب
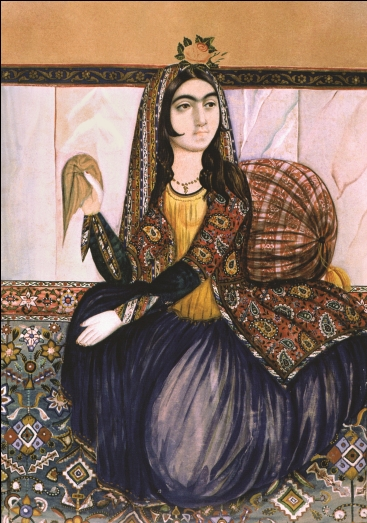
يريفاني - صورة الامرأة

#### لوحات من القرن العشرين
تُعرض هذه اللوحات في قاعات الفن الأذربيجاني في القرن العشرين حيث تضم أعمال الفنانين الأذربيجانيين الذين يعيشون خلال فترة الجمهورية الأذرية السوفيتية الاشتراكية. وتشمل المجموعة أعمال كل من بهروز كانغارلي، عظيم أزيمزيد، نادر عبد الرحمنوف، بابا علييف، ستار باهولزاد، توغرول ناريمانبيكو، خليدة صفاروف، بويوكاغا ميرزازيد، أوغتاي ساديغزاده، ميكائيل عبد اللطيف، ألميرا شختتاكينسكايا، راسم باباييف، إلبا رزاغوليف، طاهر صلاحوف، مارال رحمن زادة، حسن هغفردييف، تاغي تاجييف، فادجا ساميدوفا، عمر إلداروف، توغرول سادغزاده وعشرات من الفنانين الآخرين. وتُخصص بعض من القاعات الخاصة لعرض إبداع ستار بهل زاده وطاهر صلاحوف.

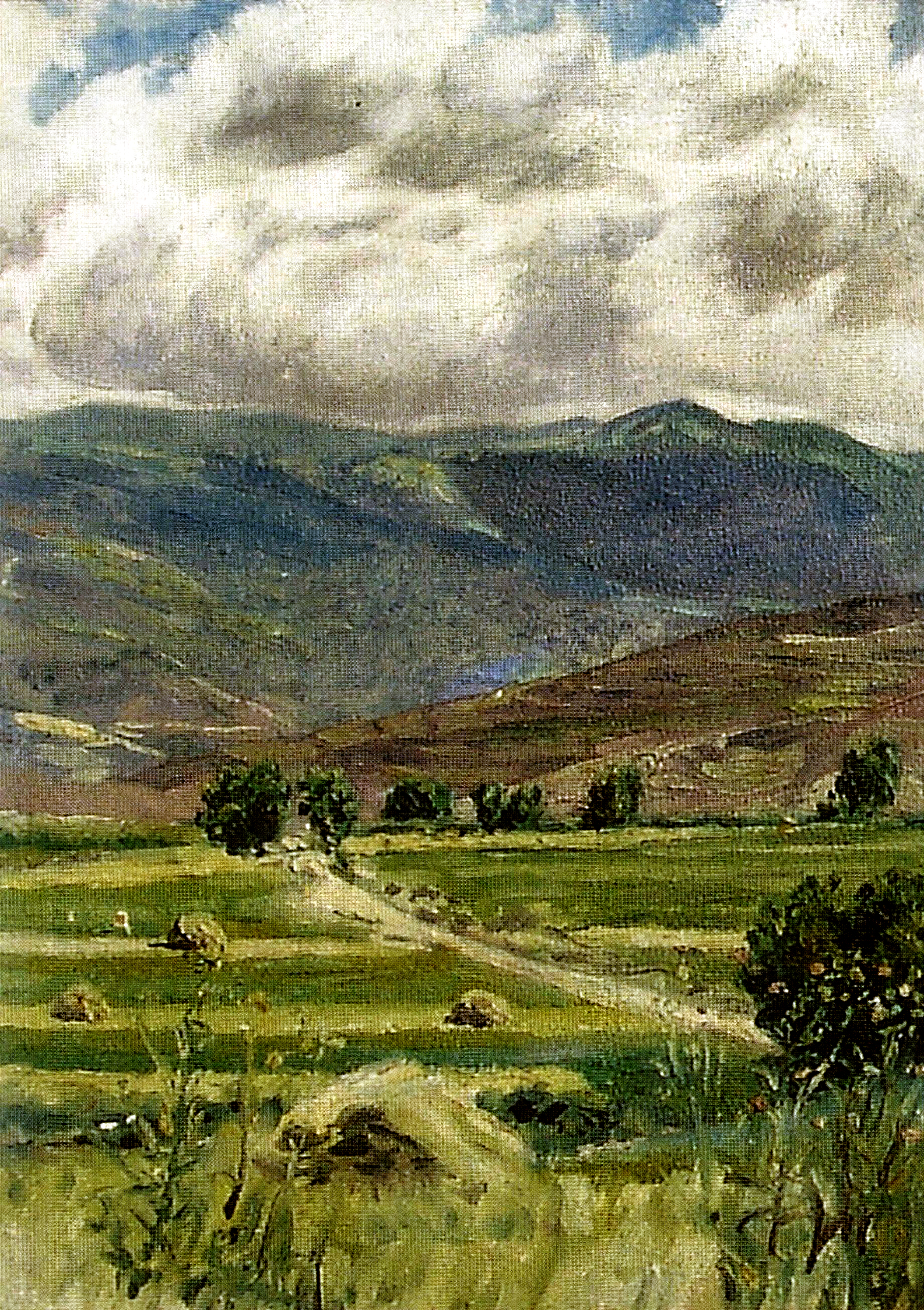
بهروز كانجارلي - منظر الجبل
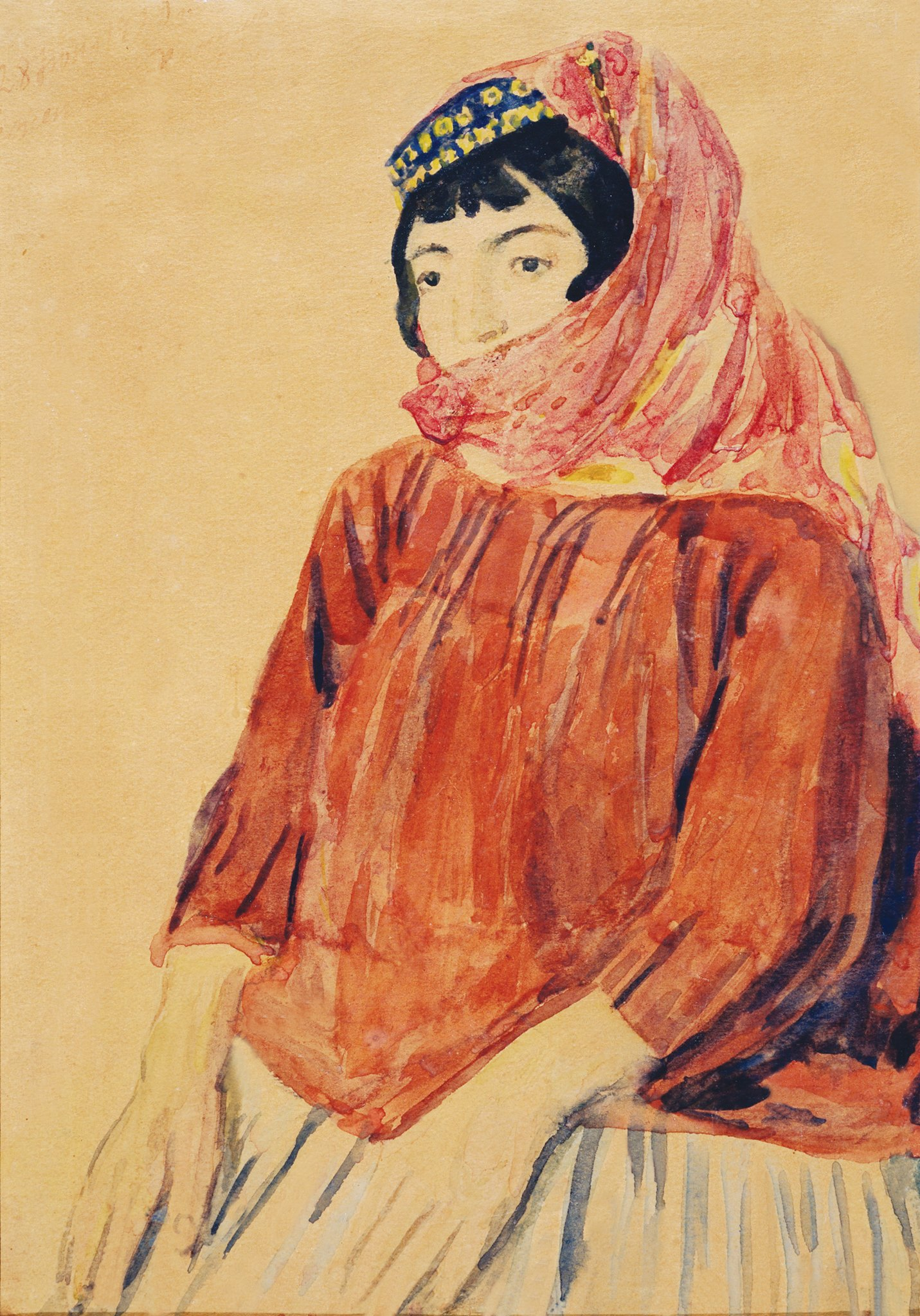
بهروز كانجارلي - امرأة لاجئة
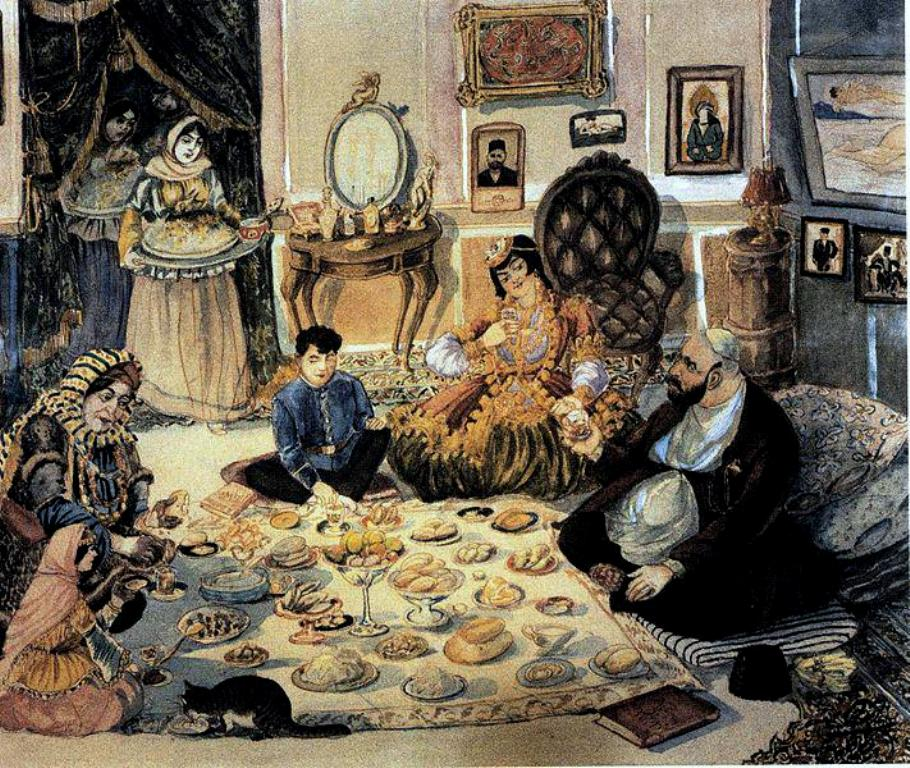
أزيم أزيمزاد - رمضان في منزل غني
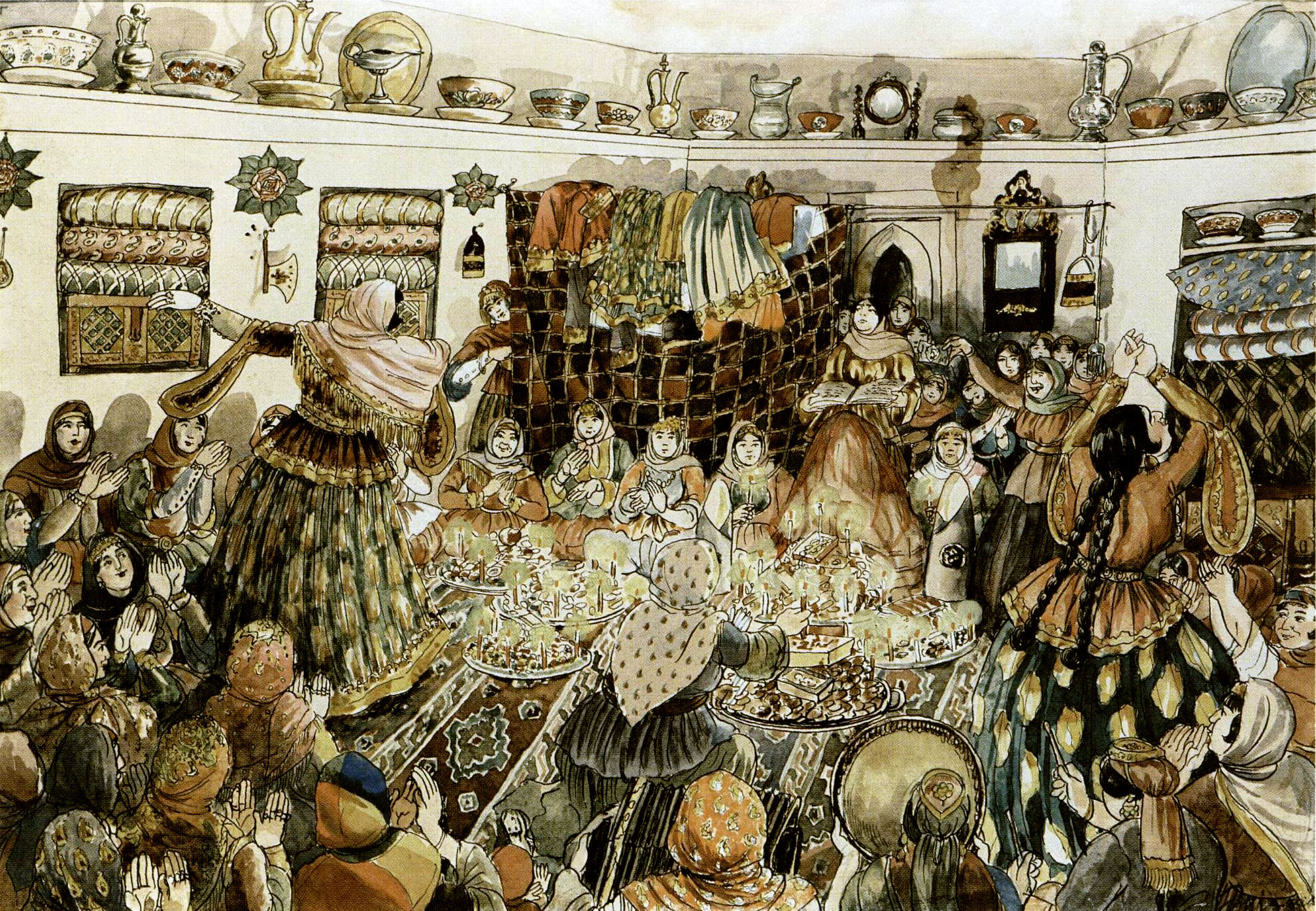
زفاف أذربيجاني

### لوحات أخرى

#### اللوحات الأوروبية الغربية
توجد بعض من أعمال الفنانين من أوروبا الغربية ومن بلدان مختلفة في القرن السادس عشر وحتى القرن التاسع عشر، وتُعرض هذه الأعمال بشكل خاص في القاعات المنفصلة.

#### اللوحات الإيطالية
من بين لوحات الفنانين الإيطاليين التي احتُفظ بها في المتحف هناك لوحات للرسام لياندرو باسانو، فرانشيسكو سوليمينا، غفيرتشينو، برناردينو لويني، أندريا ديل سارتو وغيرهم.

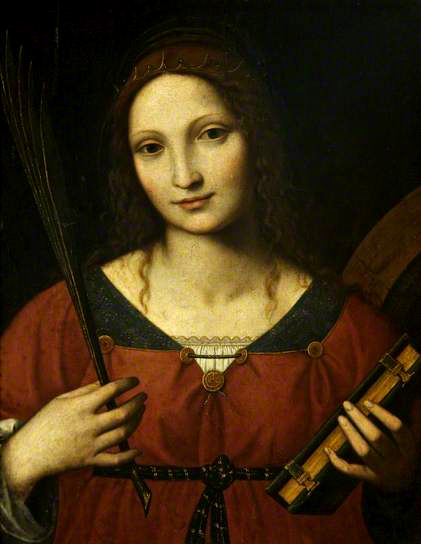
برناردينو لويني - سانت كاترين
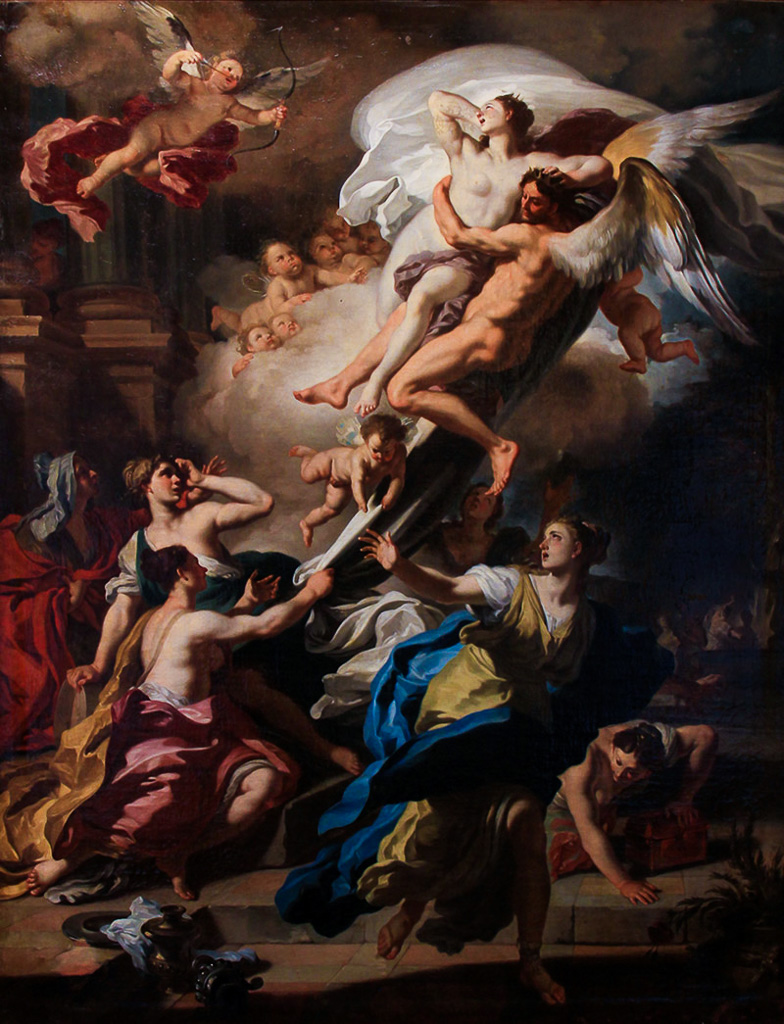
فرانشيسكو سوليمينا - اختطاف بورياس أوريثيا ابنة إريكتيوس عام 1729
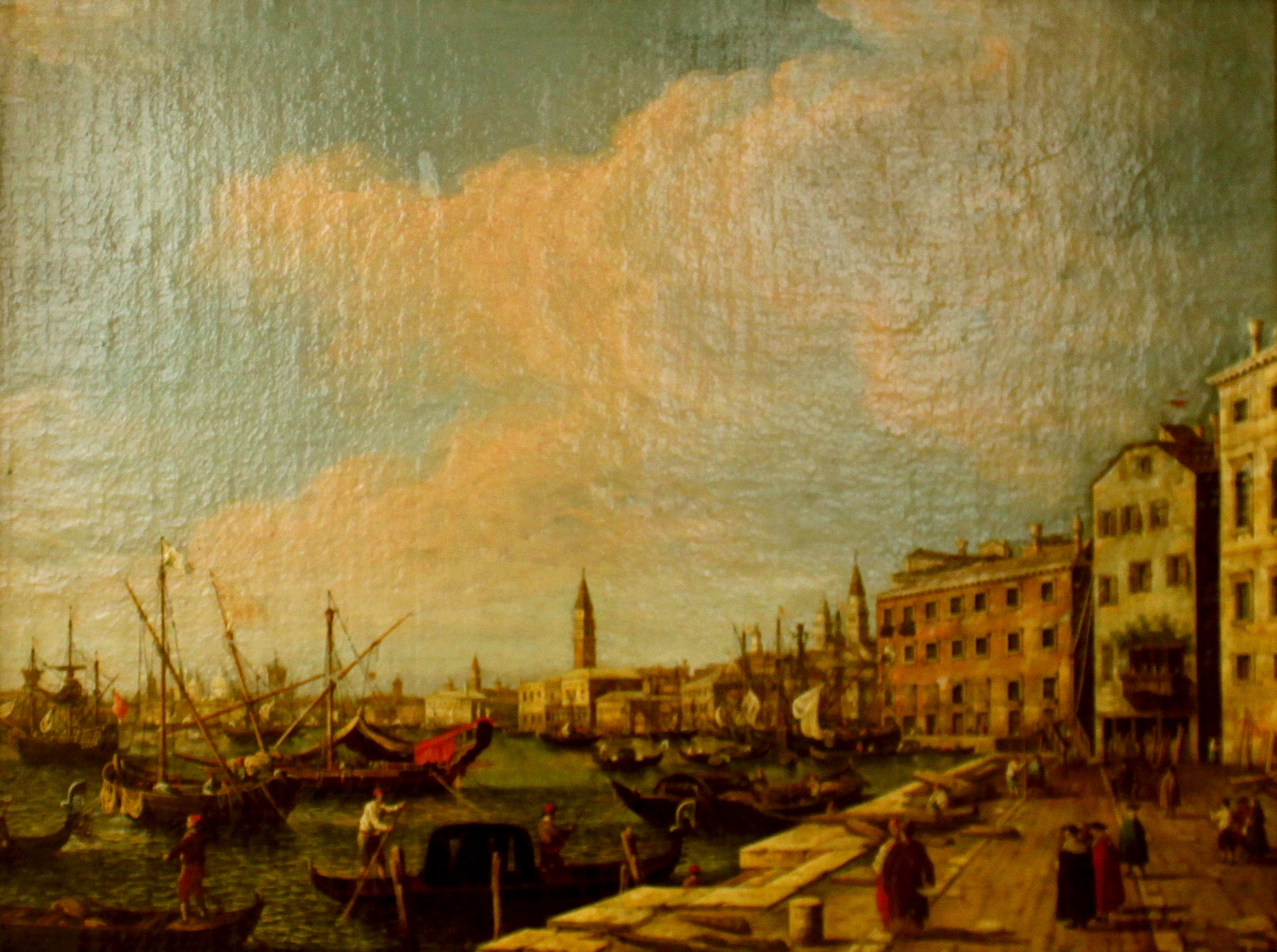
جيوفاني أنطونيو كانال - منظر البندقية
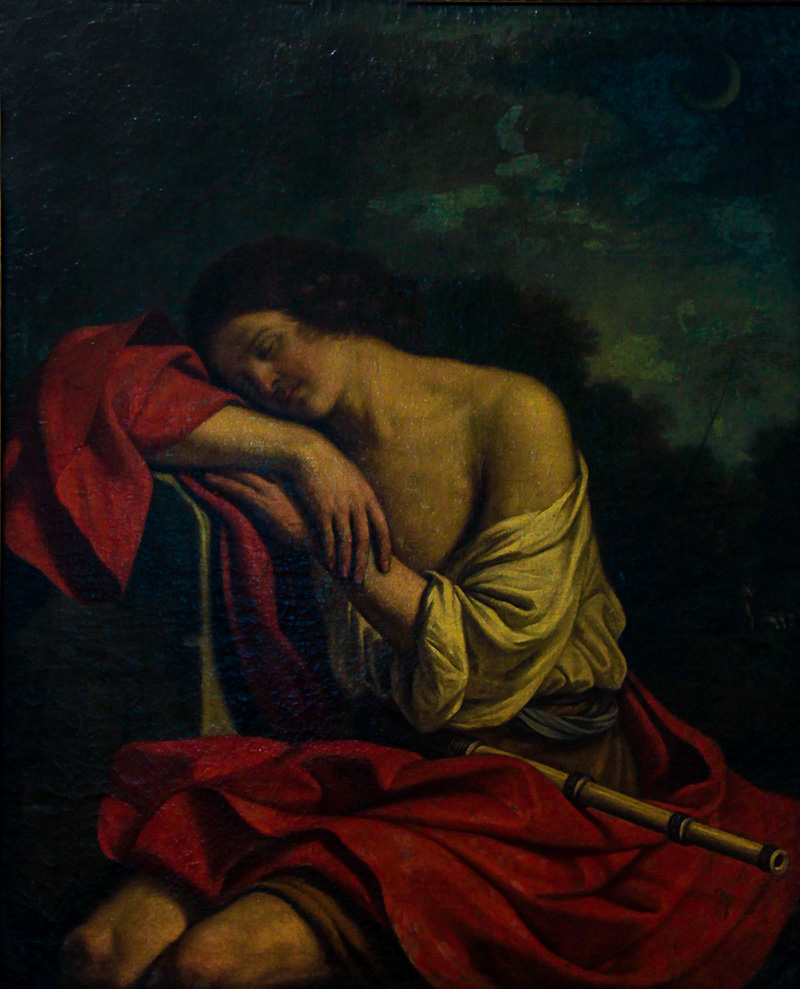
غويرشينو أنديمون

#### اللوحات الفرنسية
من بين الفنانين الفرنسي الذين عاشوا ما بين القرن السابع عشر وحتى القرن التاسع عشر هناك أعمال كاسبار ديوك بعنوان المناظر الطبيعية وأعمال أخرى لجول دوبري بعنوان اتلاتدا وعلى حافة الغابة ثم عمل جان باتيست غريوز بعنوان فتاة الصورة وكذلك عمل
جان أونور فرانكور بعنوان الرعوية وعمل آخر للويس لاسال بعنوان صورة سالتيكوفا.

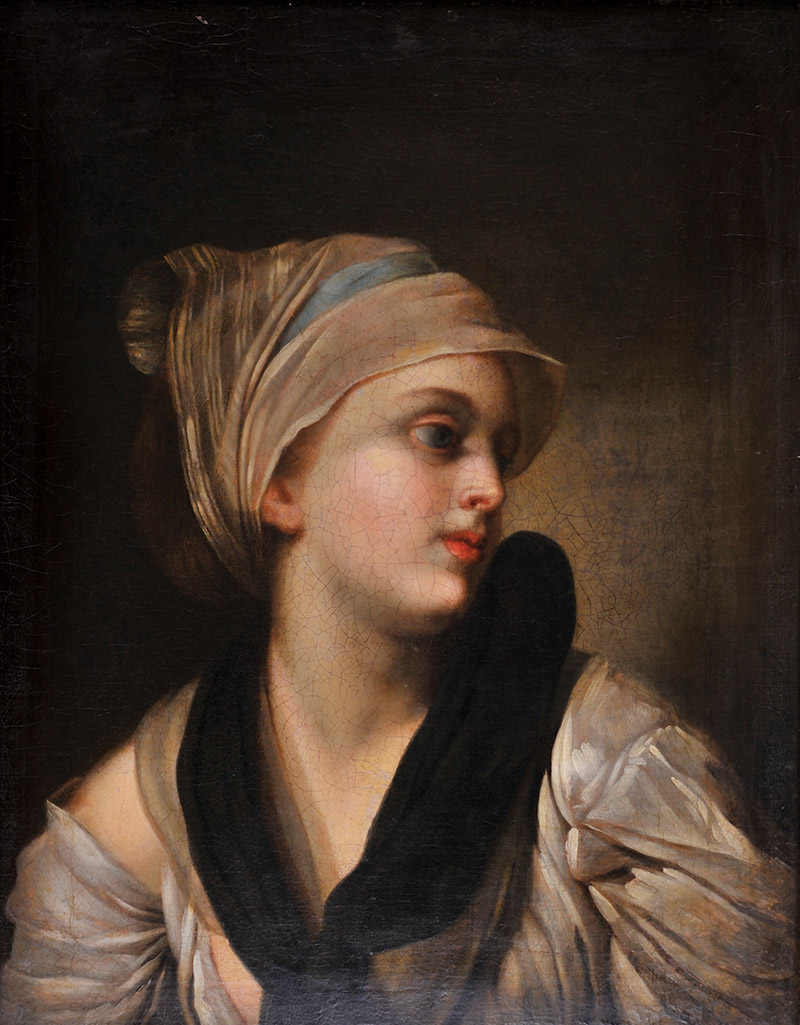
جان باتيست غريوز - صورة المرأة الشابة
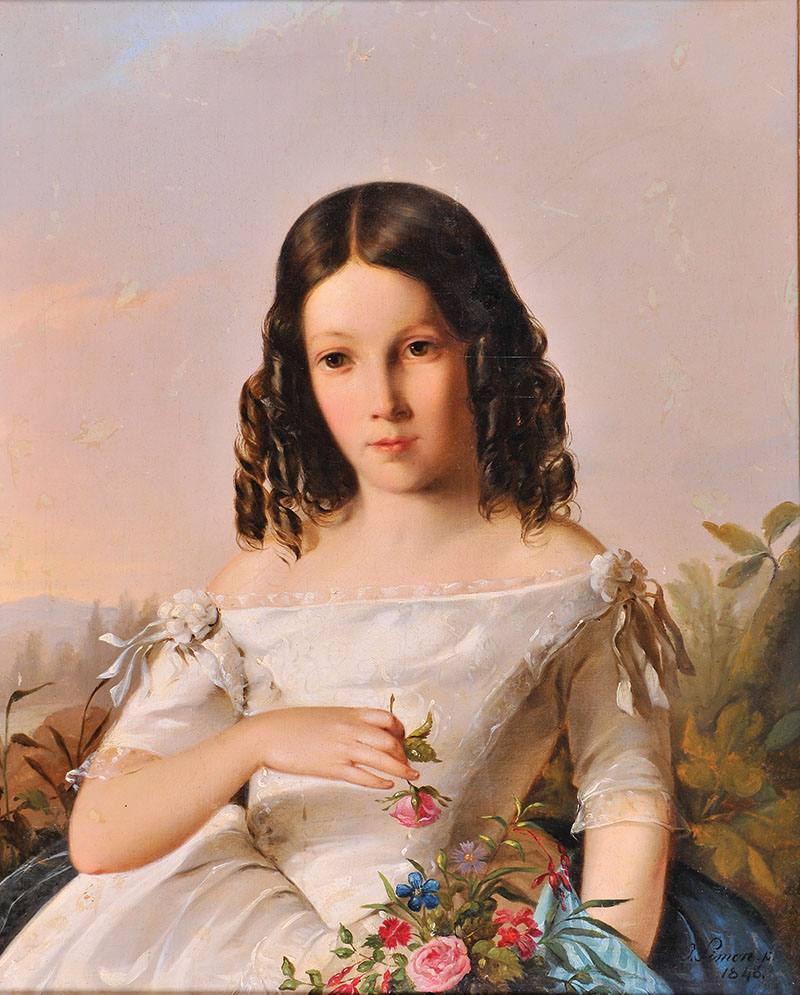
لويس سيمون كاباييلوت لاسال - صولرة صلتيكوفا
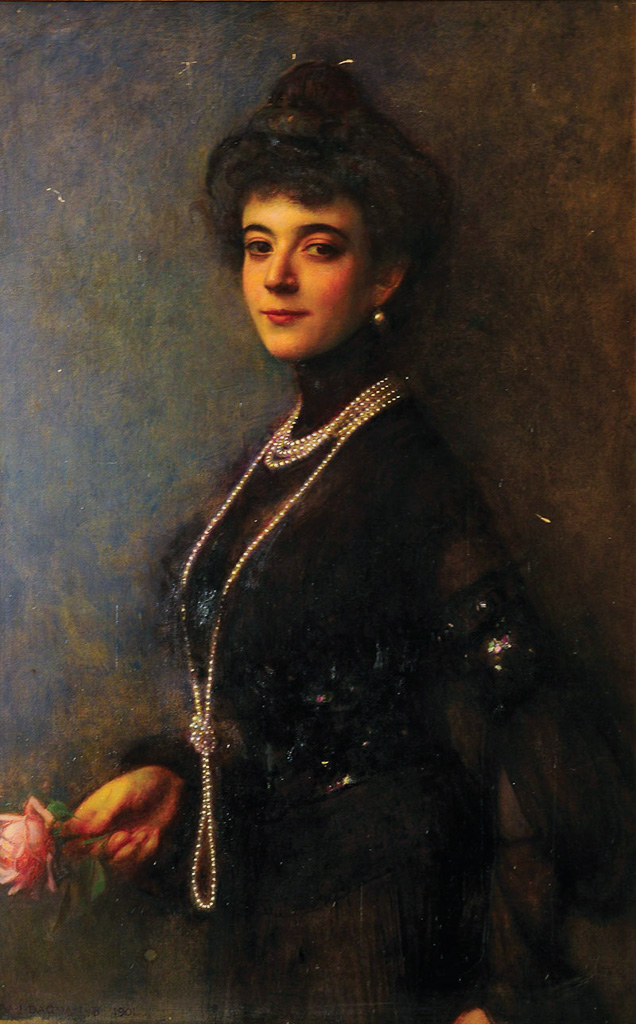
باسكال داغنان - صورة الامرأة

#### اللوحات الروسية
يحتضن المتحف أعمال مجموعة من أعمال الفنانون الروس وذلك على شاكلة ثلاث مجموعات. فالمجموعة الأولى عبارة عن مجموعة تضم لوحات دينية؛ في حين تضم
المجموعتين الثانية والثالثة لوحات وأعمال تم إنشاؤها من قبل الفنانين الروس في القرنين التاسع عشر والعشرين.

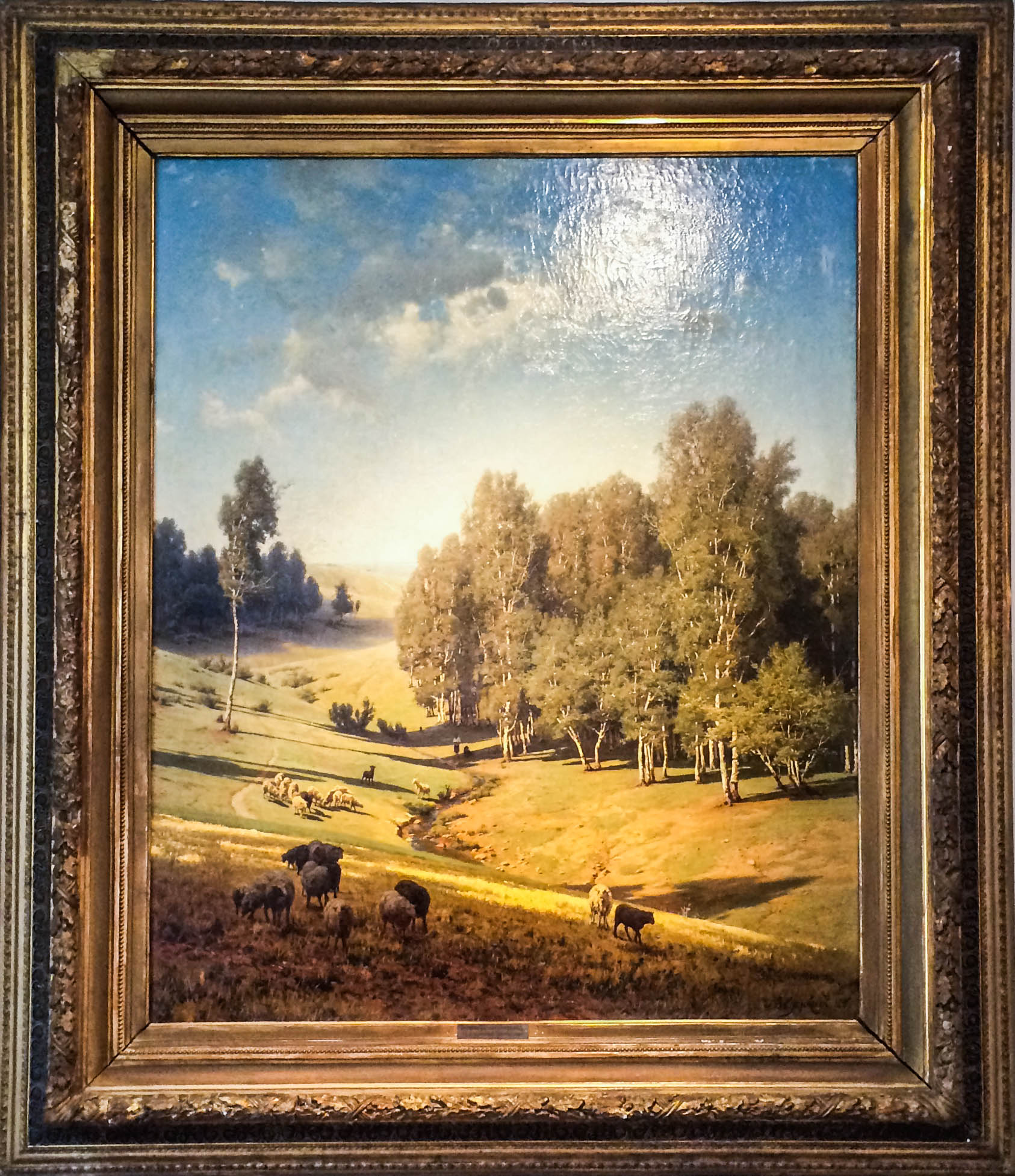
فلاديمير دوناتوفيتش أورلوفسكي - غابة البتولا
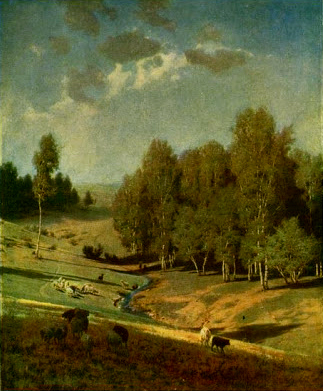
إيفان أورلوفسكي - بيروزا روشا
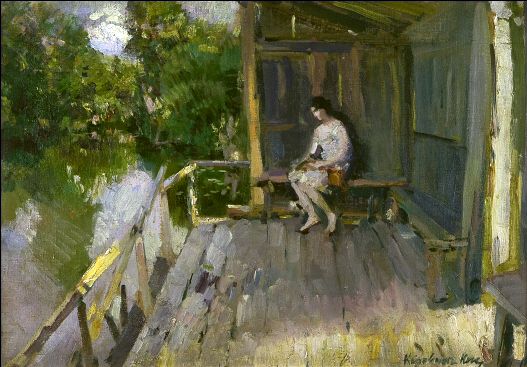
كونستانتين كوروفين - بيت الاستحمام
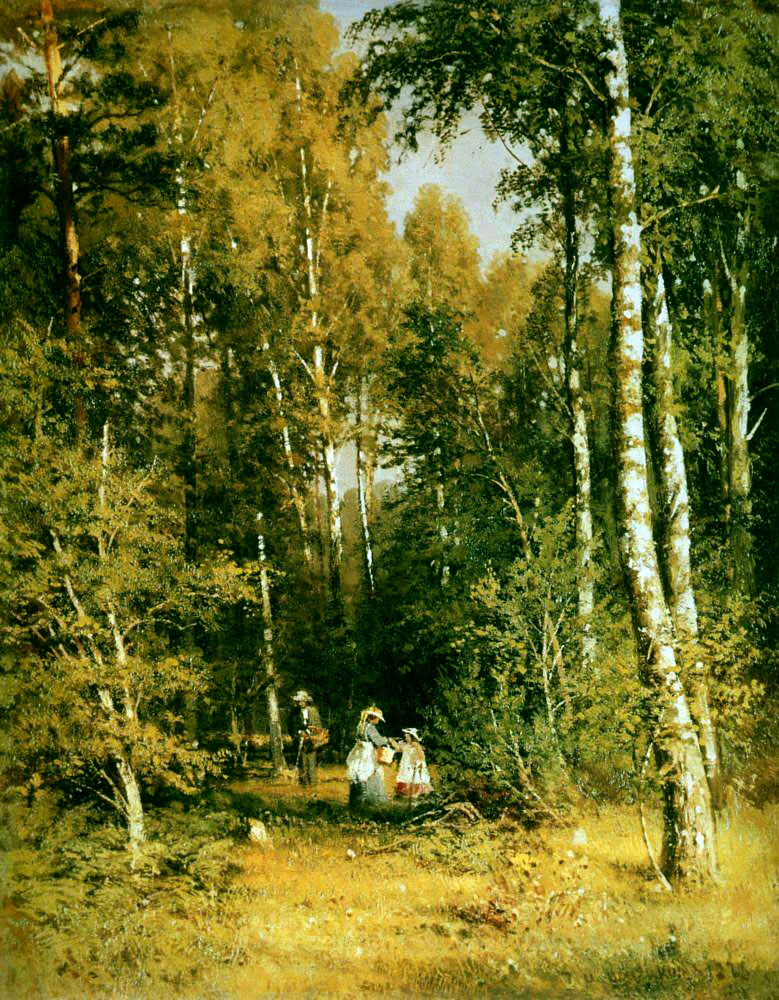
ايفان شيشكين - بيروزا روشا

### المنحوتات

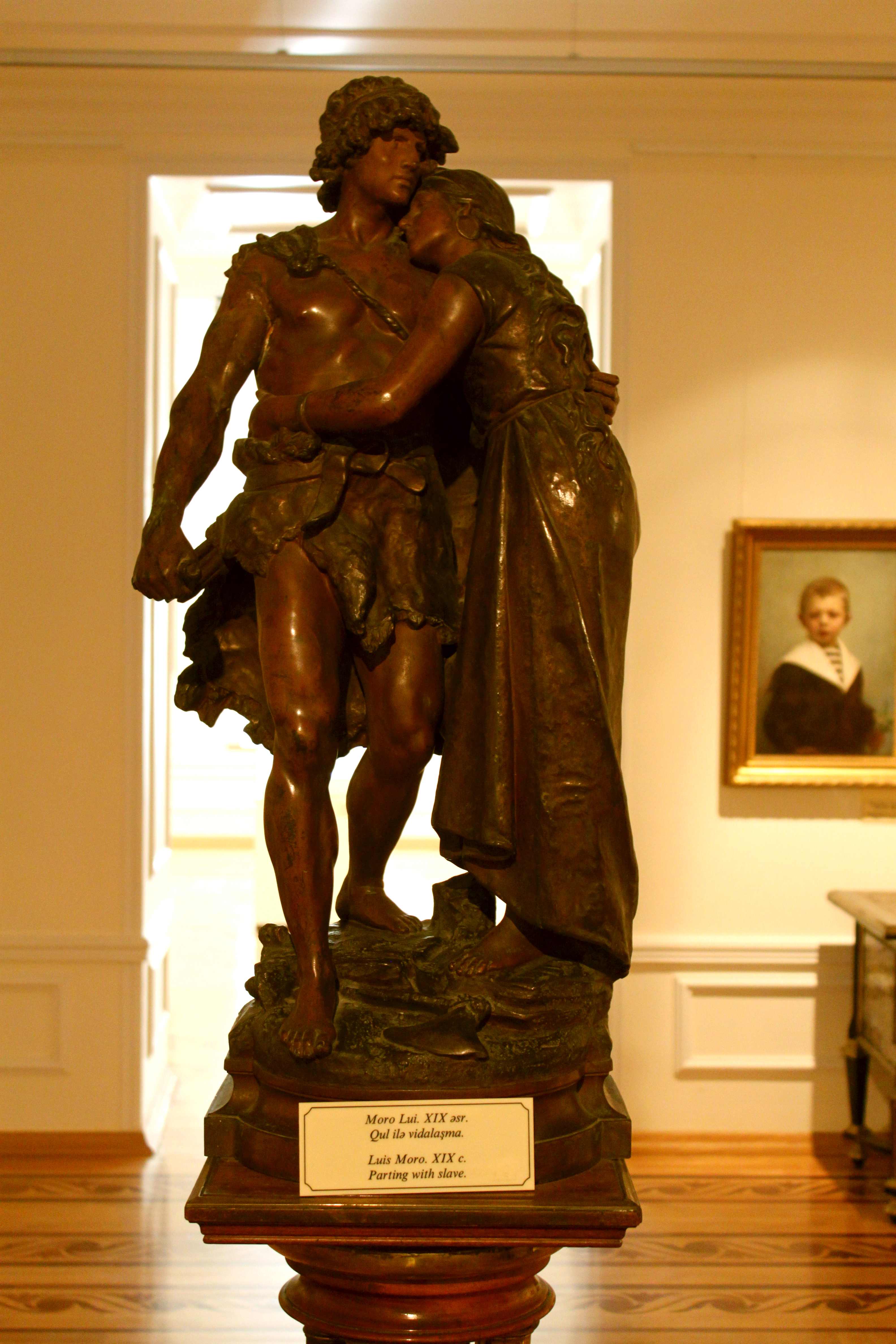
لويس مورو - فراق مع الرقيق
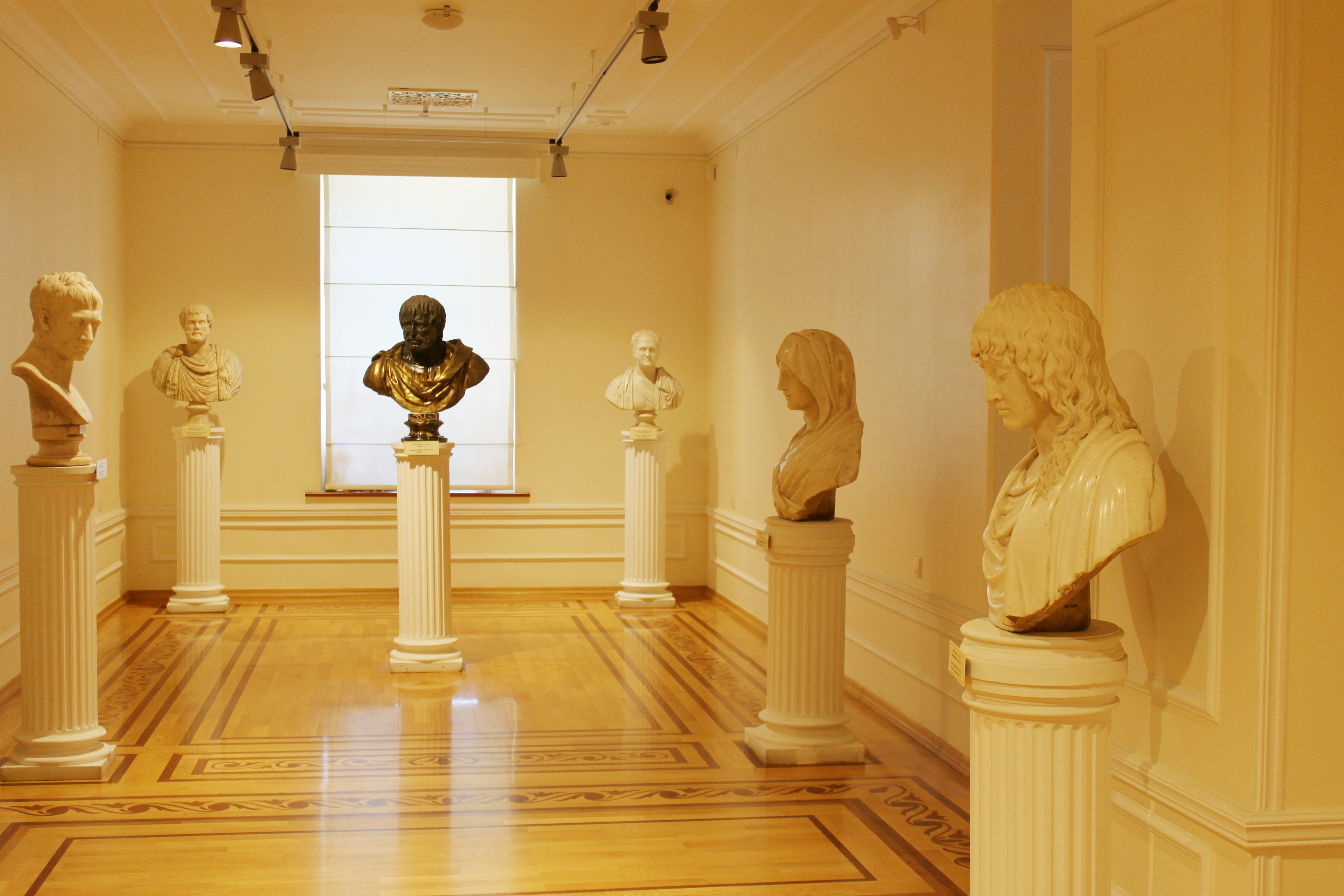
قاعة النحت في متحف الفن الوطني في أذربيجان
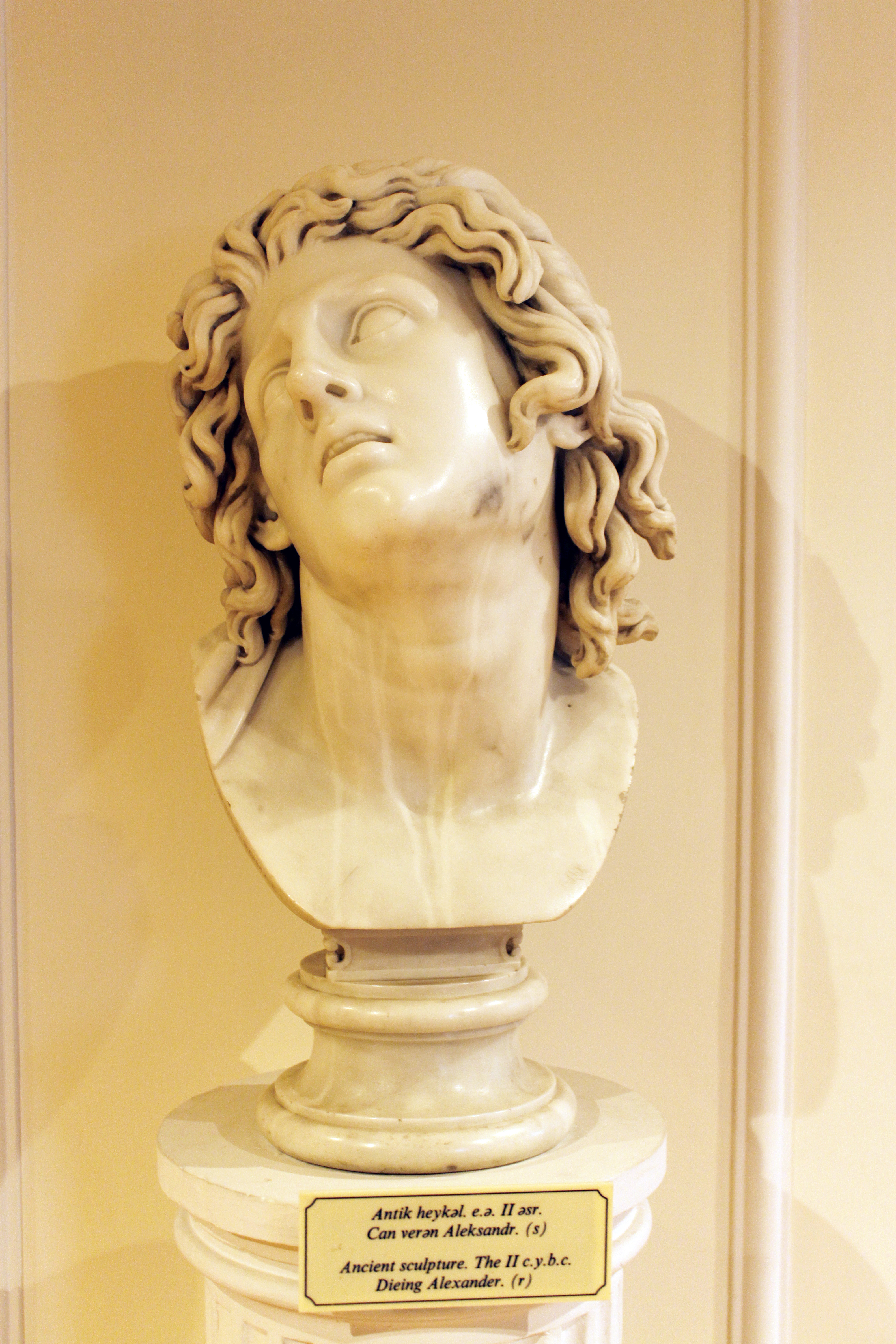
موت ألكسندر
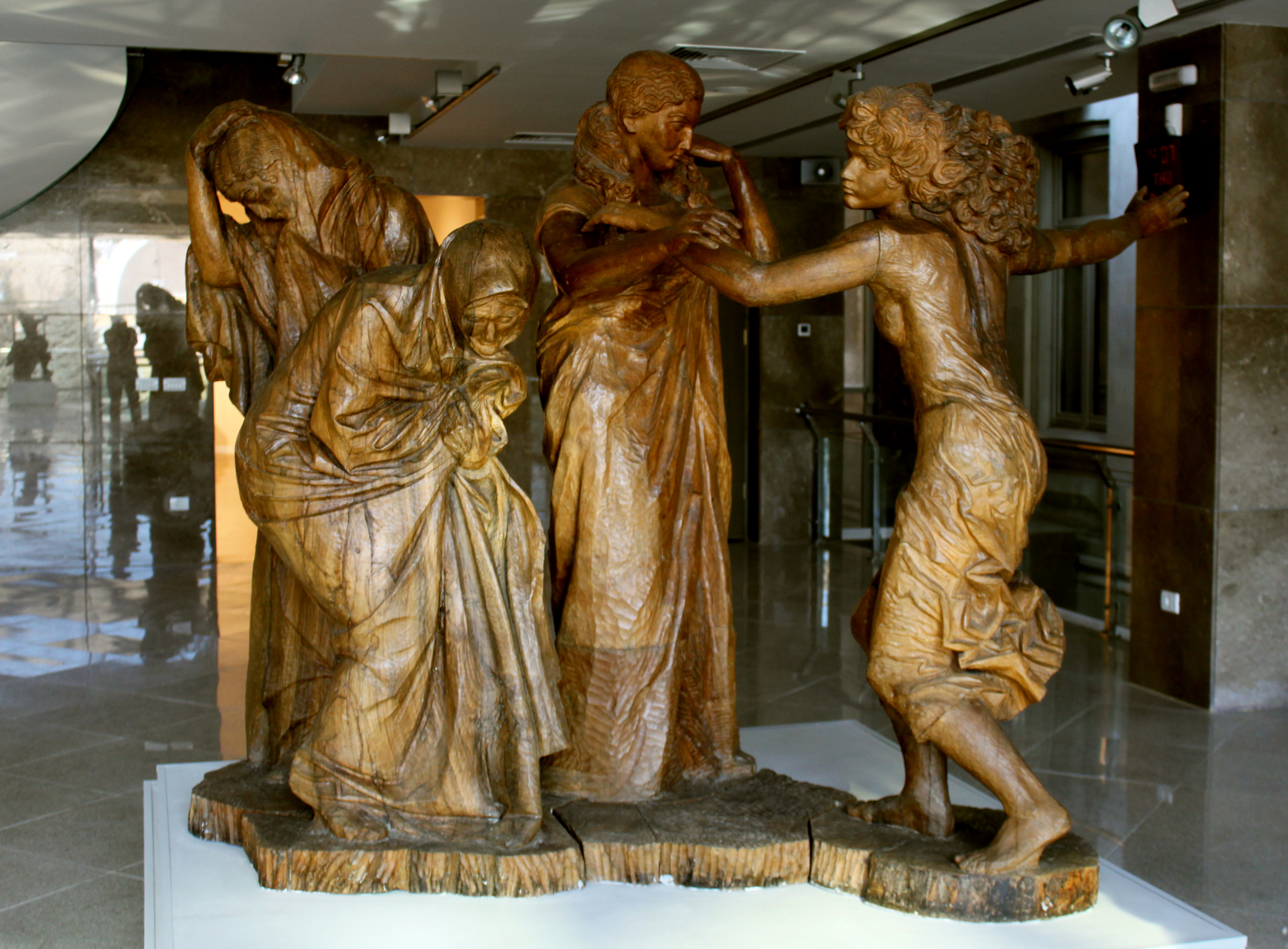
لوحة للفنان عمر إلداروف
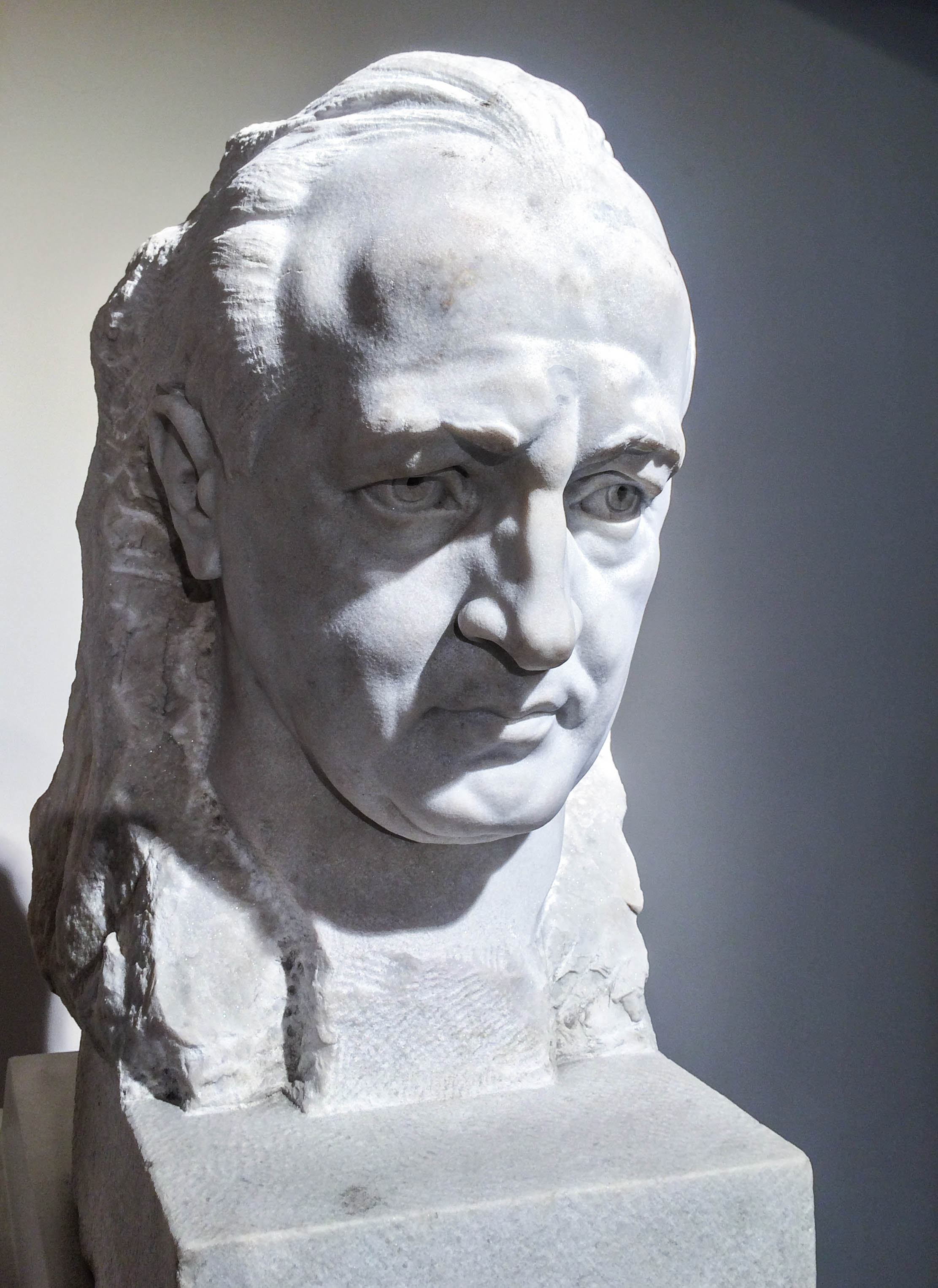
تمثال نصفي للملحن فكرت أميروف بعنوان جلال قاريغدي
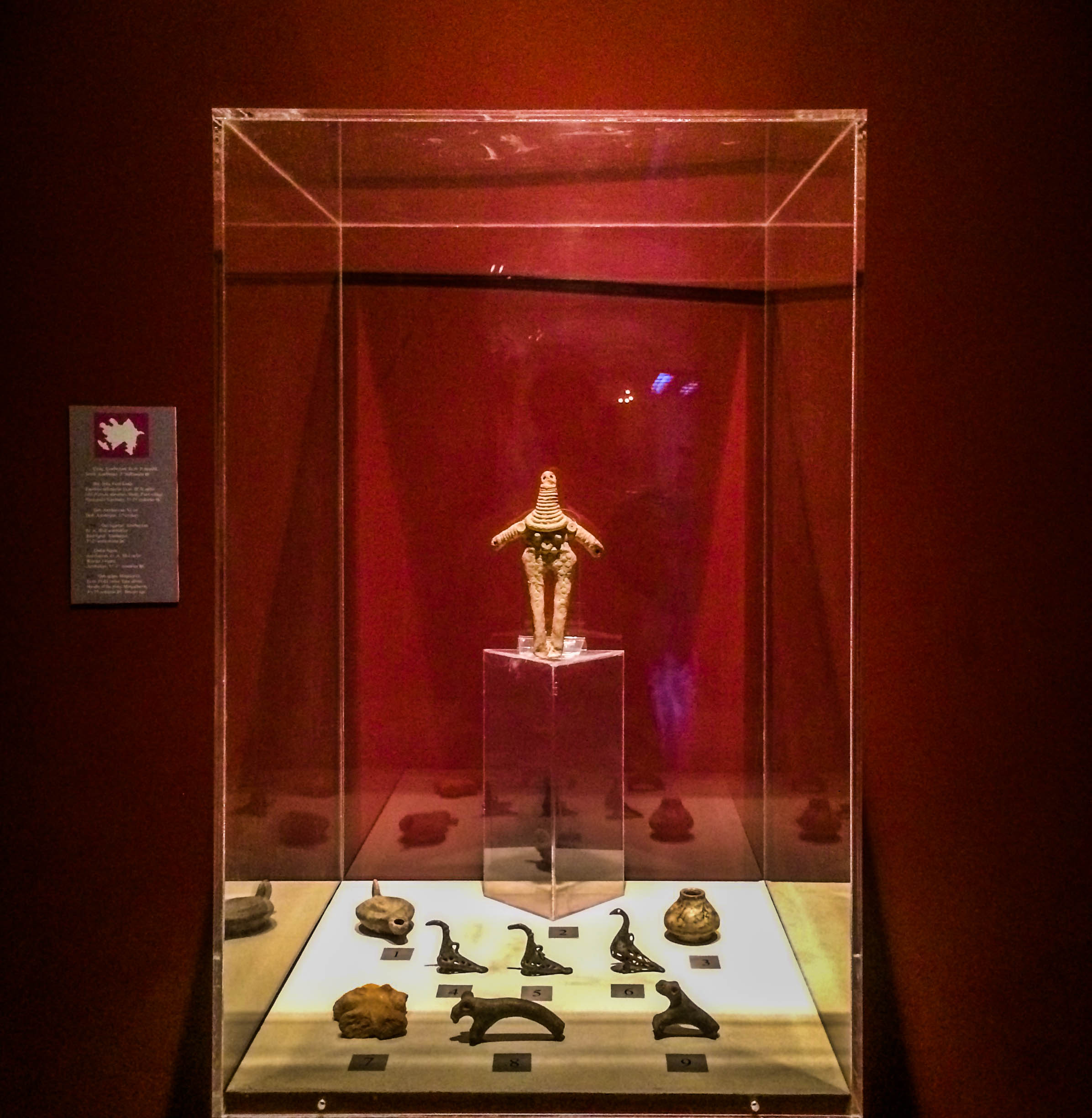
معبود النساء في قرية فازيل
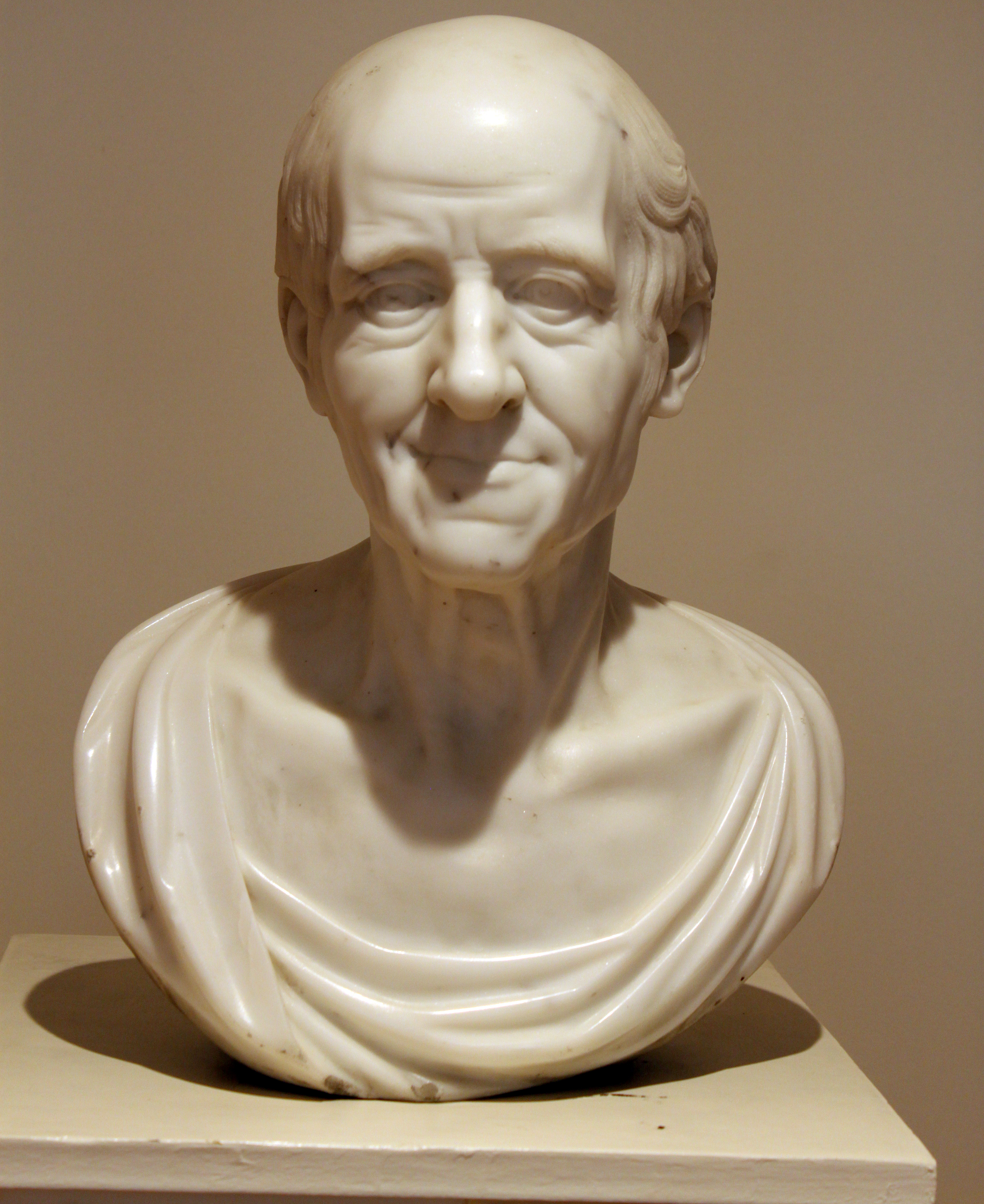
تمثال نصفي لفولتير
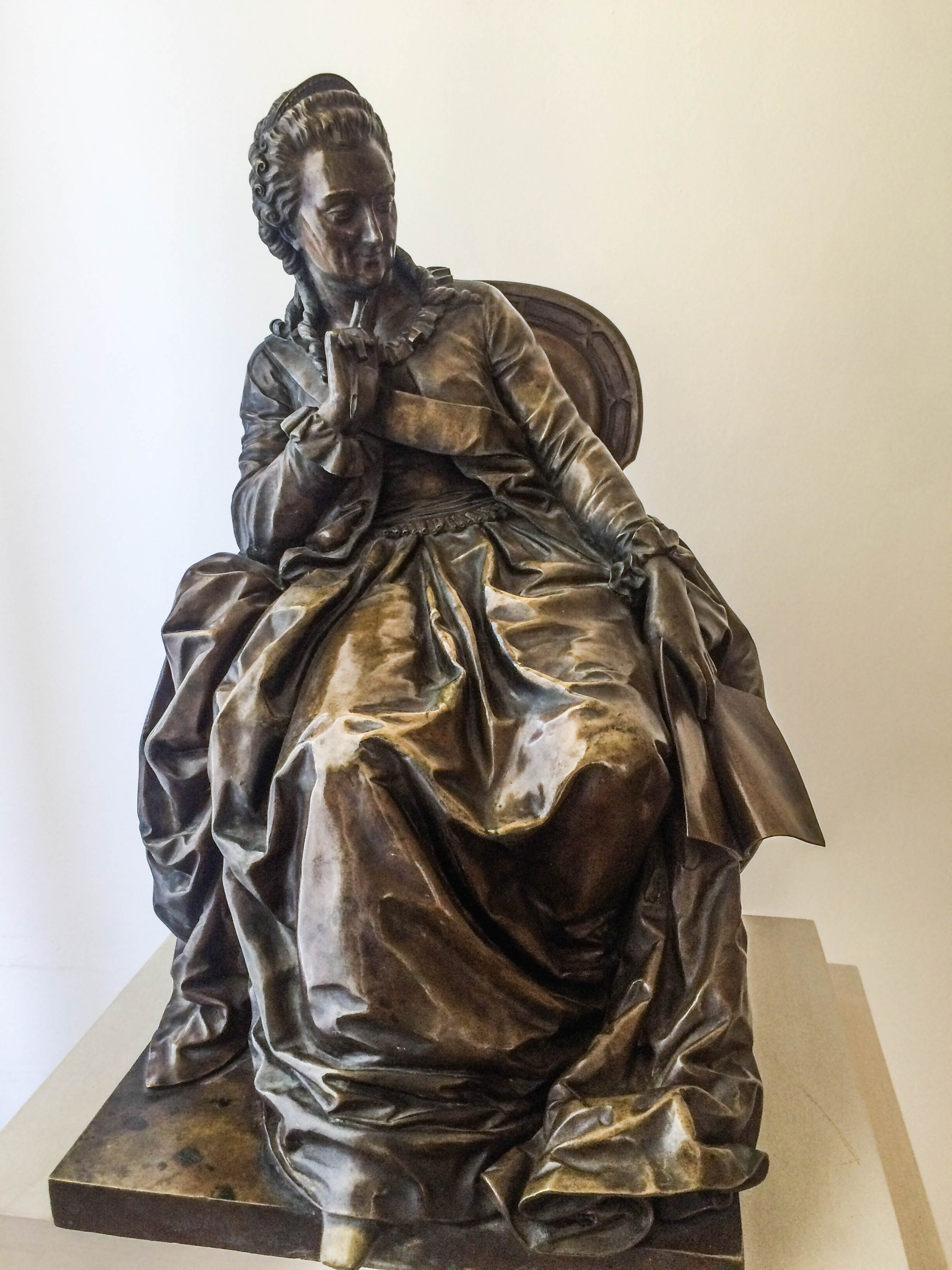
الكسندر أوبيكوشين - كاثرين إي

### الأنسجة والتطريز

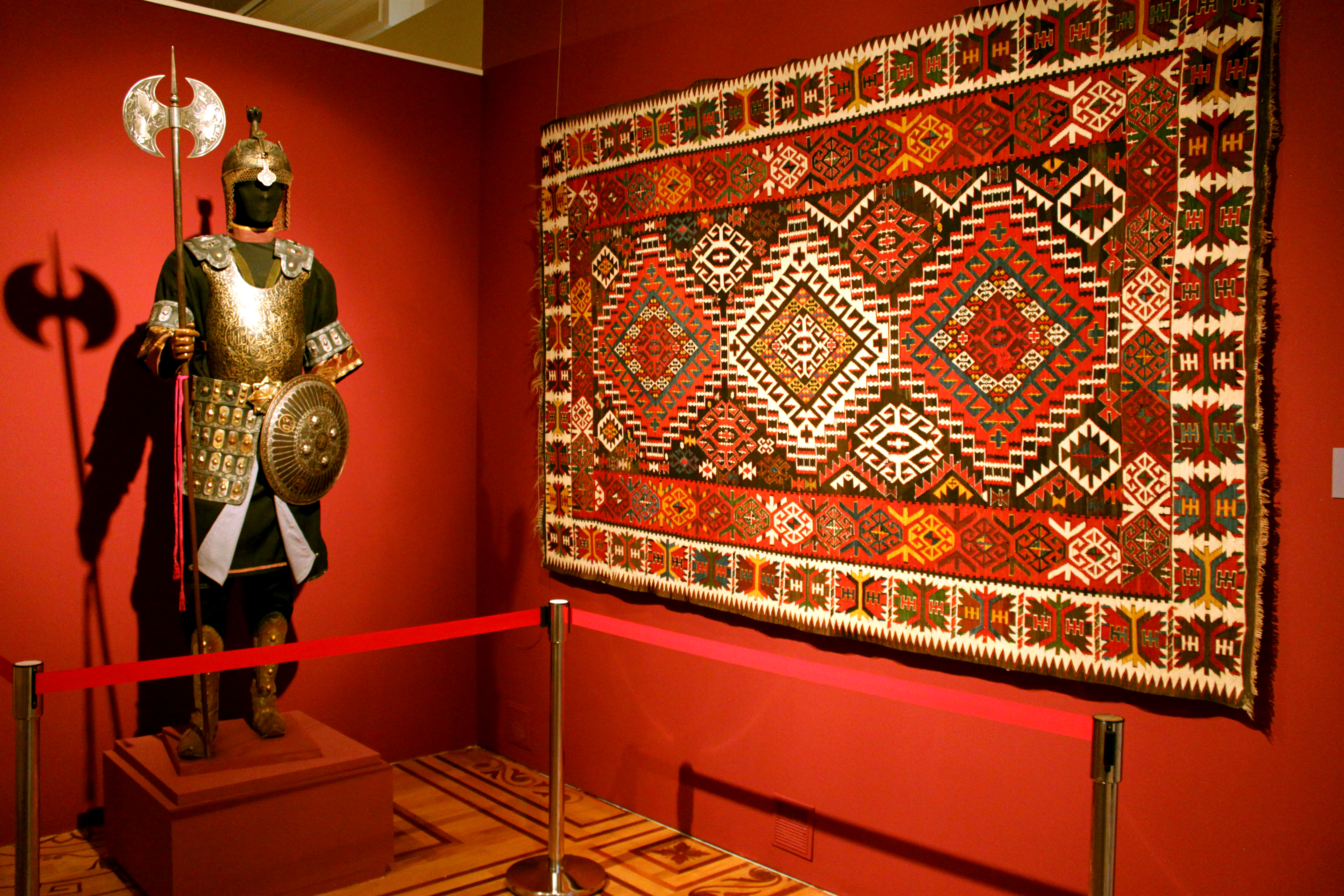
مجموعة الفنون الأذربيجانية في القرون الوسطى
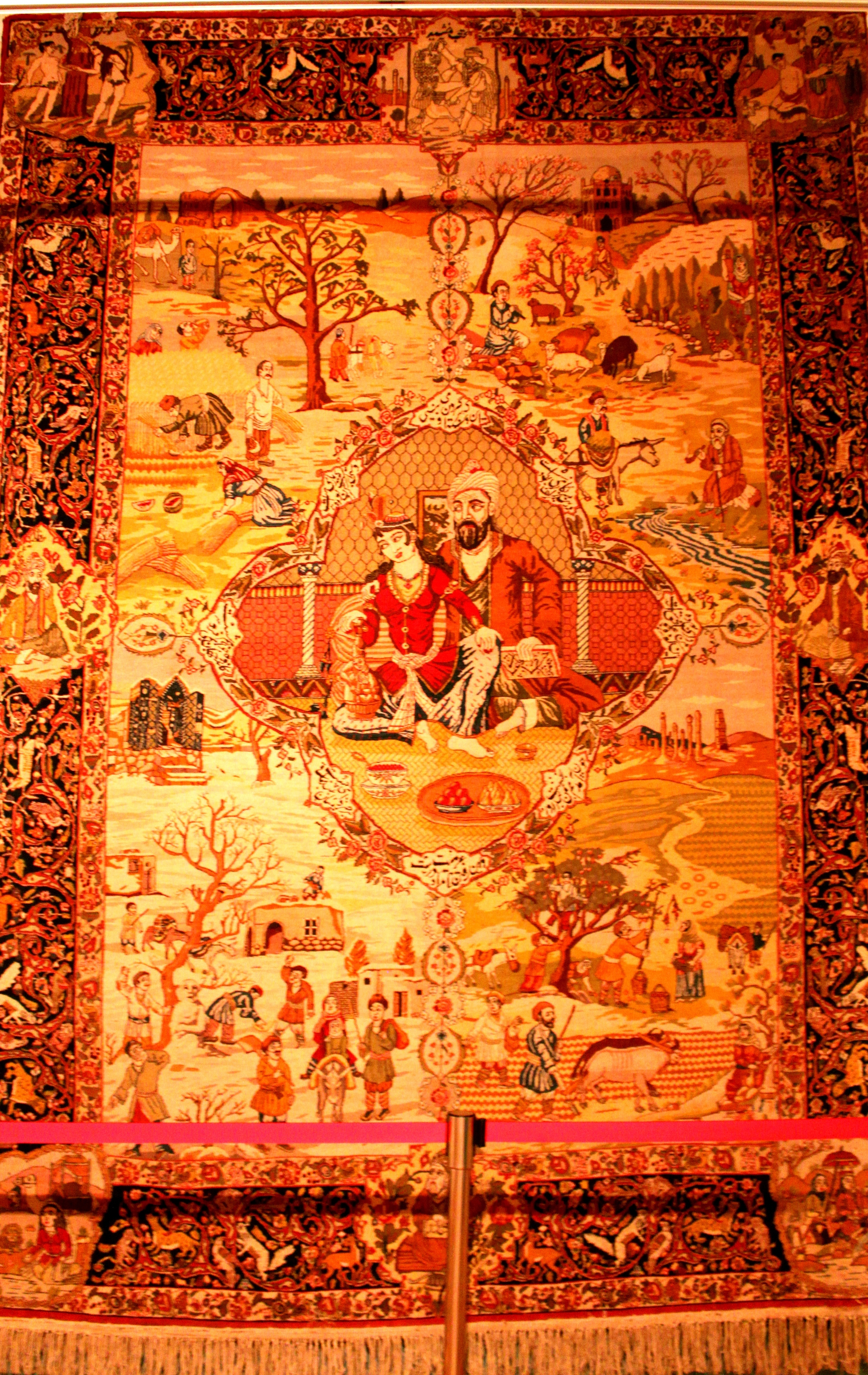
سجاد أذربيجاني خلال فصل دراسي في تبريز
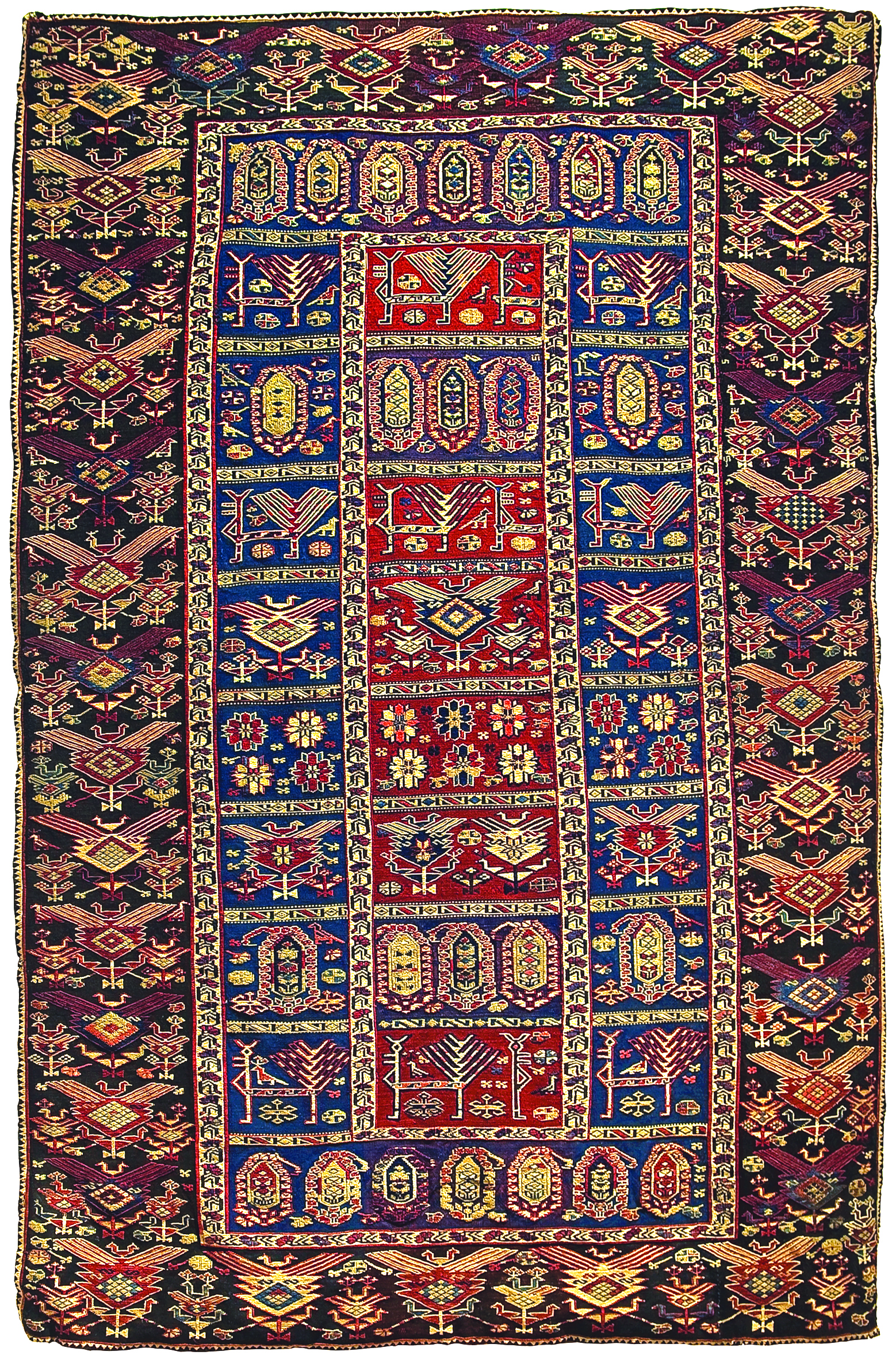
سجاد زيلي في مدرسة بالعاصمة باكو
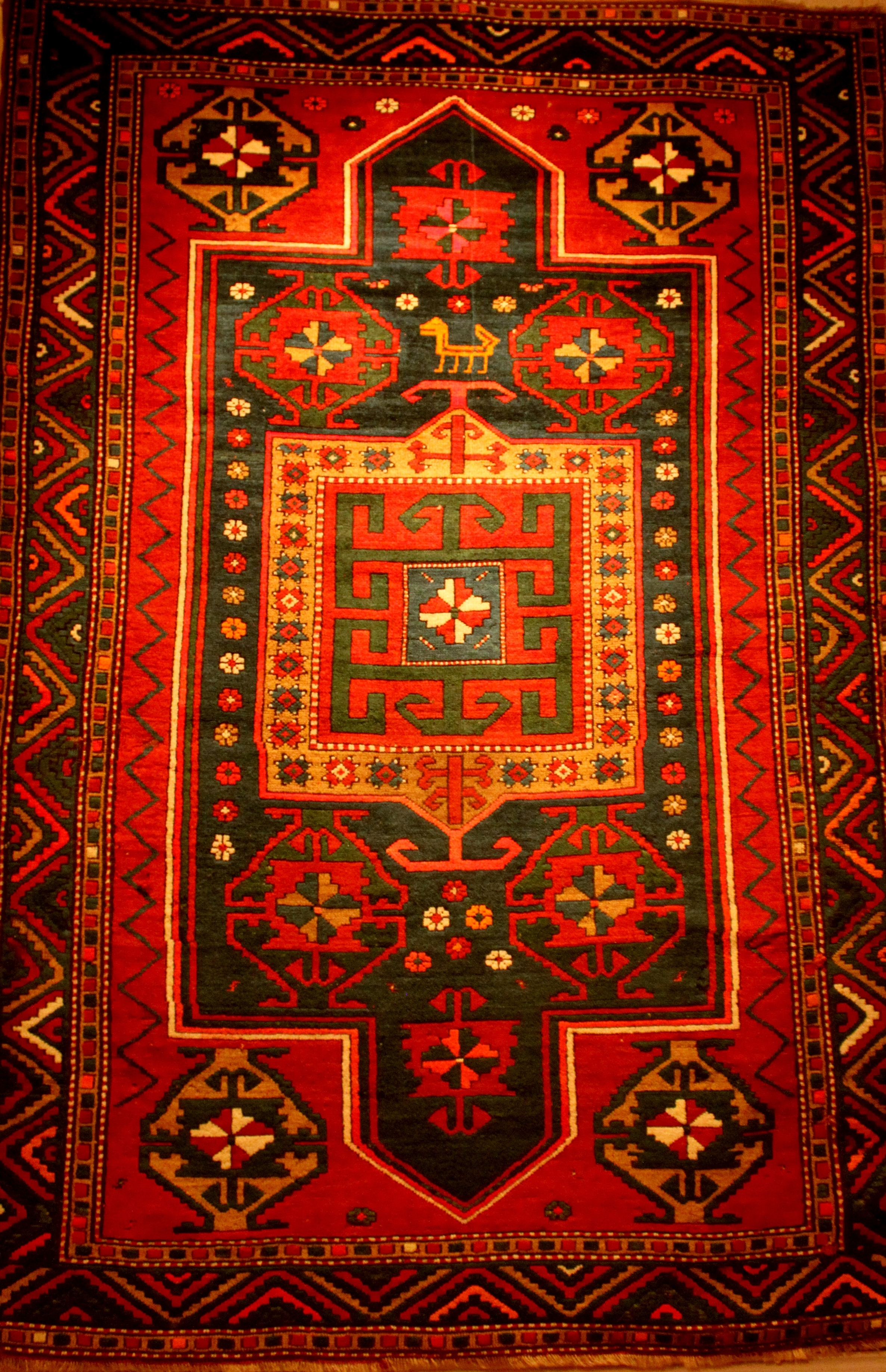
سجاد فخرلي بمدرسة بكنجه
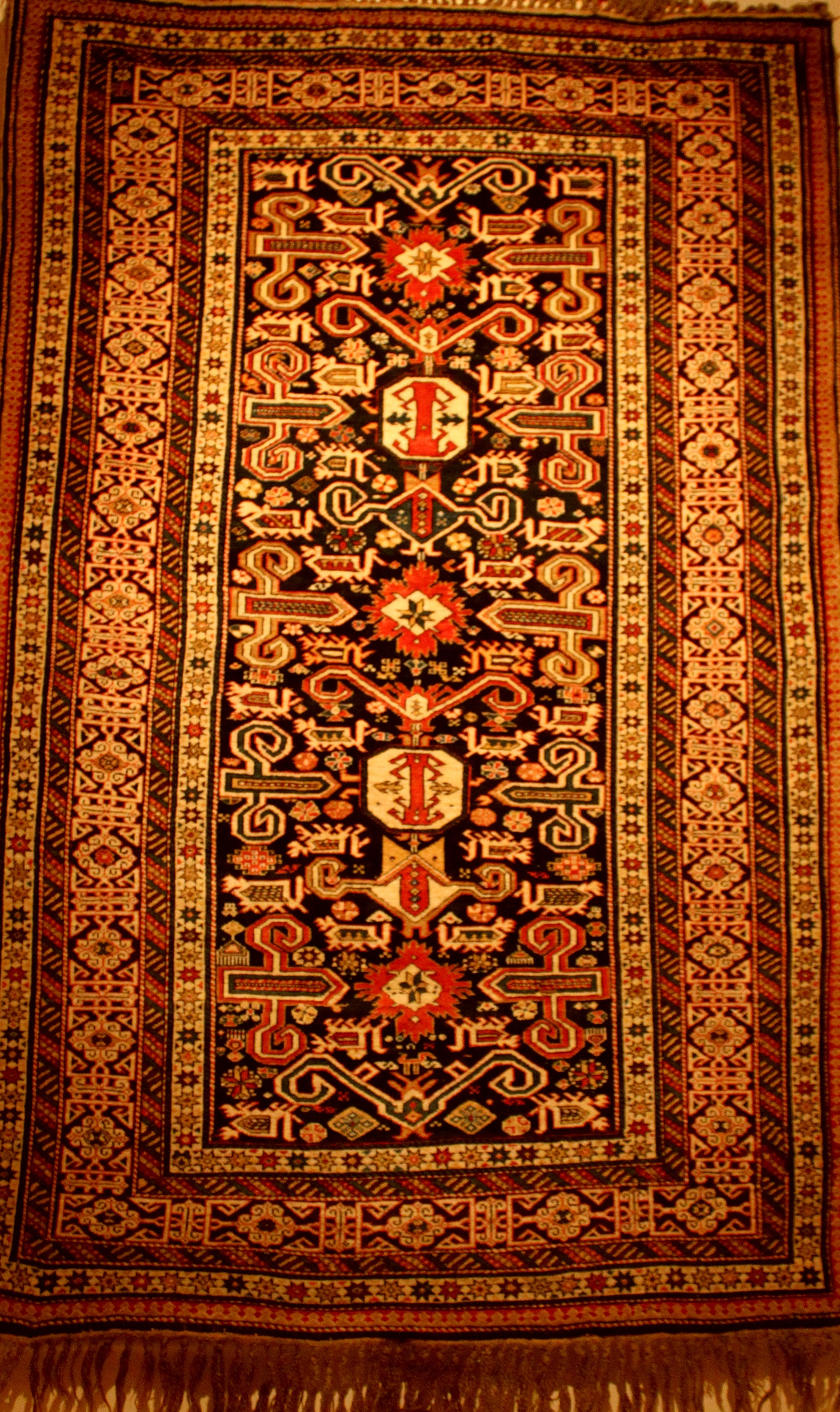
سجاد بيرابديل في مدرسة بقوبا
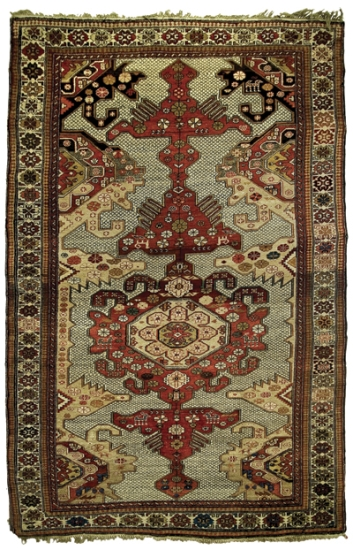
سجادة كيمل في باكو
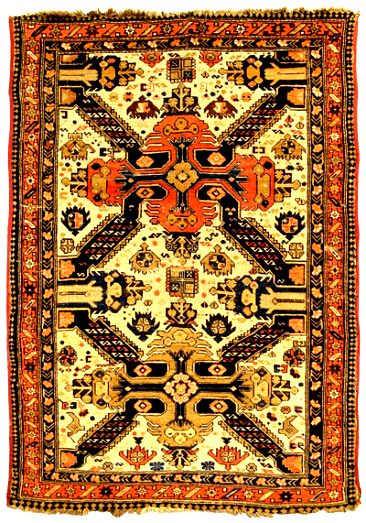
سجادة قول جيجي في مدرسة باكو
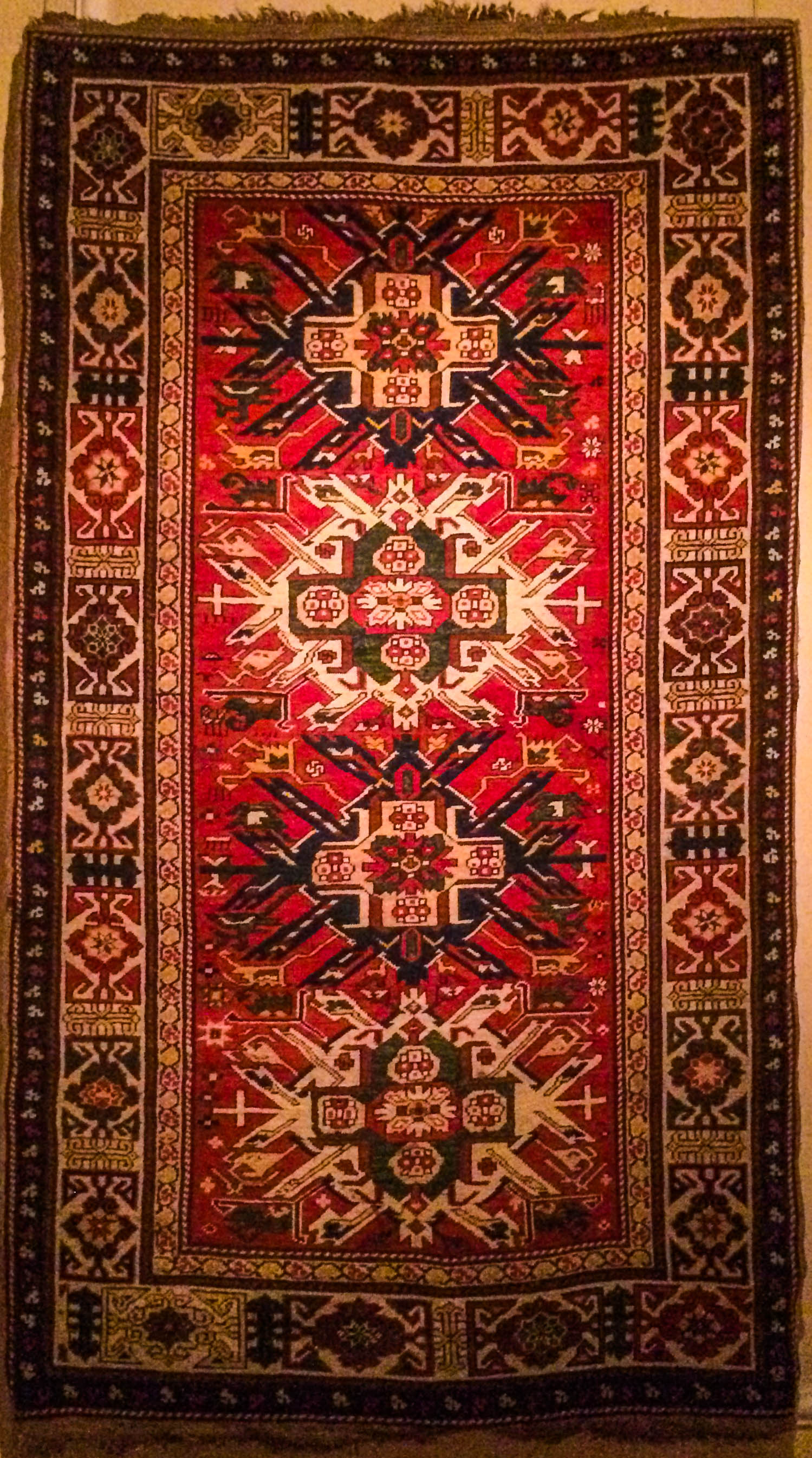
سجاد كوهار غي مدرسة غاراباغ